# Bert en Dien Meibos
Bert en Dien Meibos waren twee typetjes, een echtpaar, gespeeld door Kees van Kooten en Wim de Bie. Ze kwamen voor in een aantal sketches in een aantal afleveringen van de televisieprogramma's in de jaren negentig van het duo Van Kooten en De Bie.
Bert is een kleine, vrij kalende man met een bril. Hij is van middelbare leeftijd en wordt voortdurend door zijn dominante en schreeuwerige vrouw Dien overstemd. Dien is geblondeerd, heeft oorbellen, oogschaduw, lippenstift en nagellak. De sketches speelden zich meestal af 
in en voor de keuken waarbij Bert in de keuken aan het afdrogen was en Dien aan de tafel voor de keuken zat en met haar hoge en schreeuwerige stem het woord voerde en Bert slechts onverstaanbaar wat terugmompelde als reactie.
In een sketch in Keek op de week vertelde Dien dat ze altijd ergens fan van wilde zijn. Zo waren ze vroeger lid van de Gerrit Braks-fanclub. Nadat deze in 1990 door de visfraude uit de politiek was gestapt, werden ze fan van achtereenvolgens Koos Alberts, Frans Bauer, Paul de Leeuw (die volgens Dien veel homoseksueler was geworden) en de Spice Girls. Omdat Dien vond dat ze voor deze laatste te oud waren, werden ze weer fan van de Everly Brothers, net als bij hun trouwen.
In een latere sketch in 1995 in Deksel van de desk vertelde Dien dat ze de voorkeurzenders op hun televisie als volgt hadden ingesteld: Nederland 1 op 2, Nederland 2 op 7, SBS6 op 3, Veronica op 4, RTL4 op 9, RTL5 op 1 en Nederland 3 op 6. Dit als reactie op de burger die aan alle kanten werd belaagd door de commerciëlen.